# 黎明章

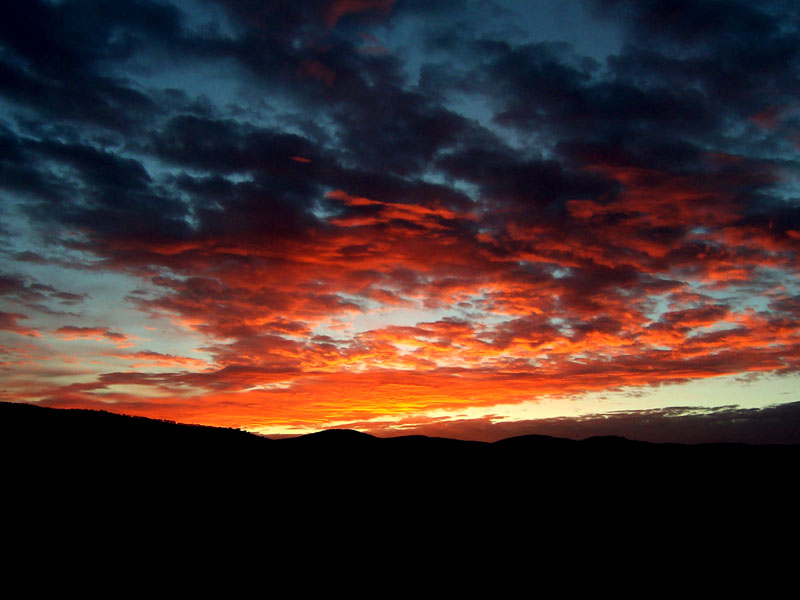

黎明章（阿拉伯语：‎；羅馬化：Sūrat ul-Faǧr）是《古蘭經》第89章（蘇拉）經文，共計30節（阿亞）。著名的中國《古蘭經》翻譯家馬堅將「黎明」音譯為斐智爾。
本章描述了不信者的毀滅，例如古埃及人以及伊賴姆的毀滅。正義之人被應許以天堂，如同本章最後一節經文所說的：「你應當入在我的樂園裡。」

## 外部連結
- （中文） 黎明章導讀（页面存档备份，存于）
- （英文）（阿拉伯文）Altafsir.com（页面存档备份，存于）-黎明章注釋